# Château d'Ambrus
Le château d'Ambrus est un château situé au lieu-dit Le Parc, au nord du village d'Ambrus en Lot-et-Garonne.

## Histoire
Le château est cité dans l'hommage fait en 1259 par quatre co-seigneurs. Selon ce document, un tiers des terres appartenait à Bertrand de Xaintrailles, un autre tiers à Raymond Bertrand de Gelas, un sixième à Raymond Guillaume de Vidalhac et un autre sixième à une personne dont on ignore l’identité. Il en est de même dans l'hommage de 1279. Le 12 avril 1286, Sénébrun de Xaintrailles a reçu du roi d'Angleterre tous ses droits sur les châteaux de Xaintrailles, d'Ambrus et de Villeton
Le château a appartenu aux familles de Pins ou Piis, de Feugas, de Pardaillan, de Ferron. Vital de Loupiac, Sénébrun de Xaintrailles, Guilhaume de Vidailhac, Raymond Bernard de Gélas puis Pothon de Xaintrailles, au XVe siècle, ont été seigneurs d'Ambrus
Au moment des hommages de 1259 et 1279 le château ne devait comprendre qu'une tour, ou donjon, de section 6 x 6,60 mètres de côté, et de trois étages, avec une petite enceinte de courtines. La présence d'une archère en croix pattée ou à étrier à double visée horizontale, dans la partie supérieure de la tour montre que ces éléments ont été ajoutés postérieurement.
Un logis en L a été construit au nord de la tour avec une tour d'angle et une enceinte au XVe siècle. L'entrée, au nord-ouest, par un châtelet avec bretèche peut dater de la fin du XVIe siècle.
Au XVIIIe siècle, un logis avec des dépendances agricoles ont fermé la cour.
Le donjon est découronné à la Révolution.
Le château a été inscrit au titre des monuments historiques en 1988,.

## Architecture
Le château d’Ambrus est construit selon un plan rectangulaire. La cour intérieure est à peu près carrée. Une tour carrée ou donjon, se trouve au centre du corps de logis. 